# Седов, Сергей Владимирович
Серге́й Влади́мирович Седо́в (род. 9 марта 1958) — советский легкоатлет, специалист по бегу на длинные дистанции и кроссу. Выступал на всесоюзном уровне в 1980-х годах, чемпион СССР, победитель первенств всесоюзного и всероссийского значения. Мастер спорта России международного класса. Представлял Новосибирск и Вооружённые силы. Тренер по лёгкой атлетике.

## Биография
Сергей Седов родился 9 марта 1958 года. Занимался лёгкой атлетикой в Новосибирске под руководством известного новосибирского тренера Александра Яковлевича Раевича, выступал за Советскую Армию.
Впервые заявил о себе на всесоюзном уровне в сезоне 1983 года, когда финишировал четвёртым в беге на 3000 метров на Мемориале братьев Знаменских в Москве и завоевал серебряную награду в беге на 10 000 метров на всесоюзном старте в Одессе.
В 1984 году одержал победу в дисциплине 12 км на чемпионате СССР по кроссу в Кисловодске, с личным рекордом 13:40.12 стал седьмым в дисциплине 5000 метров на соревнованиях в Сочи.
В 1985 году на всесоюзных соревнованиях в Таллине в дисциплине 10 000 метров пришёл к финишу четвёртым и установил свой личный рекорд — 28:31.00.
За выдающиеся спортивные достижения удостоен почётного звания «Мастер спорта России международного класса».
Впоследствии работал тренером в новосибирской Школе высшего спортивного мастерства. Тренер высшей категории. Участвовал в соревнованиях по лёгкой атлетике в качестве судьи.
Дочь Елена Седова (род. 1990) пошла по стопам отца и тоже добилась успеха в беге на длинные дистанции, многократная победительница и призёрка первенств всероссийского значения.